# Общество на кавалерите на ордена „За храброст“
Обществото на кавалерите на ордена за храброст (съкратено ОКОХ) е българска обществена организация, създадена през 1934 г. като обединение на офицери - кавалери на офицерското военно отличие Орден за храброст, и низши чинове (подофицери и войници), наградени със знака на ордена - войнишкия Кръст за храброст.
През 1936 г. ОКОХ започва дейността си с 28 местни структури, а през 1938 г. вече обединява 661 местни кавалерски дружби с над 18 000 членове. През 1941 г. ОКОХ променя името си на Съюз на наградените с ордена За храброст в България.
Организацията издава списание „Боен подвиг“. Главен редактор на списанието Г. Симеонов. Първият му брой излиза на 1 март 1936 г. а последният – на 10 август 1944 г., когато организацията е разтурена от комунистическата власт като „фашистка“.
През 1992 г. е създаден Съюзът на възпитаниците на Военните на Н.В. училища - организация на бившите членове на офицерския корпус на Царство България. В нея членуват повечето живи кавалери на ордена за храброст, завършили военните училища или школа за запасни офицери в Царство България. По силата на регистрирания в съда устав Съюзът е официален наследник на Обществото на кавалерите на ордена за храброст, както и на забранения след 1944 г. Съюз на запасните офицери (създаден 1908 г.)